# Buksztowo
Buksztowo (biał. Букштава; ros. Букштово) – wieś na Białorusi, w obwodzie grodzieńskim, w rejonie mostowskim, w sielsowiecie Kuryłowicze.
Dawniej wieś i majątek ziemski. W dwudziestoleciu międzywojennym leżało w Polsce, w województwie nowogródzkim, w powiecie słonimskim, w gminie Dereczyn.